# Кракс жовтодзьобий
Кракс жовтодзьобий (Crax fasciolata) — вид куроподібних птахів родини краксових (Cracidae).

## Поширення
Вид поширений в Бразилії, Парагваї, східних регіонах Болівії та на крайній півночі Аргентини. Мешкає у вологих заростях або широколистяних лісах. Часто трапляється на узліссях.

## Опис
Самець має довжину 77-85 см при вазі 2700—2800 г; самиця близько 75 см з вагою 2200—2700 г. Оперення самиць темно-сіре зі смугами білого кольору і жовтуватим черевцем, а у самців чорне з білим черевцем і кінчиком хвоста, жовтою церою і дзьобом з невеликим горбком при основі. Шкіра навколо очей чорна.

## Спосіб життя
Годується парами або поодинці на землі. Живиться плодами, насінням, квітками та листям. Гніздиться на гілках дерев на висоті близько 4 м; самиця відкладає 2 яйця, які висиджує 30 днів.

## Підвиди
Виділяють три підвиди:
- C. f. fasciolata von Spix, 1825 — поширений в центральних і південно-західних районах Бразилії (на південь від річки Амазонки), в Парагваї і на півночі Аргентини;
- C. f. pinima Pelzeln, 1870 — ендемік північно-східної Бразилії, у дикій природі його не бачили з 1970 року;
- C. f. grayi Ogilvie-Grant, 1825 — поширений у східних регіонах Болівії.